# SN 2005B
SN 2005B – supernowa typu II odkryta 12 stycznia 2005 roku w galaktyce UGC 11066. W momencie odkrycia miała maksymalną jasność 18,00m.